# Miss Tierra República Dominicana 2006
El certamen Miss Tierra República Dominicana 2006 fue celebrado el 28 de junio de 2006. Había 42 delegadas en el concurso. La ganadora escogida representó a República Dominicana en el Miss Tierra 2006.

## Resultados
| Resultados                            | Candidatas |
| ------------------------------------- | --- |
| Miss Tierra República Dominicana 2006 | - Puerto Plata - Alondra Peña |
| 1.ª Finalista                         | - Padre Las Casas - Sarah Albino |
| 2.ª Finalista                         | - Nagua - Tatiana Sosa |
| 3.ª Finalista                         | - Com. Dominicana En EEUU - Fanny Alvarado |
| Semi-finalistas                       | - Santiago - Livia Gordón - Tenares - Susie Matos - Santo Domingo - Sofía Quinteros - Samaná - Sonia Ferreira |
| Cuadra-finalistas                     | - Moca - Ana Garzón - San José de Ocoa - Cristina de la Rosa - Bonao - Laura Marino - Distrito Nacional - Sofy Lozano - San Pedro de Macorís - Joellina Castro - Tamboríl - Janet Arce - Duarte - Sandra Abreu - Santiago Rodríguez - Gina Ferro |

### Premios especiales
- Mejor Rostro - Susie Matos (Tenares)
- Mejor Traje Típico - Reiny Ruiz (Valverde)
- Miss Cultura - Lisa Varoni (La Vega)
- Miss Elegancia - Gina Ferro (Santiago Rodríguez)
- Miss Fotogenica - Cinthia Tavarez (Elías Piña)
- Miss Simpatía - Karina Bisonó (Jimaní)

## Candidatas
| Representa              | Candidata                      | Año | Altura | Oriunda                    |
| ----------------------- | ------------------------------ | --- | ------ | -------------------------- |
| Azua                    | Alicia Fernández de la Cruz    | 23  | 1.68   | Santo Domingo              |
| Bonao                   | Laura Marino Zaragoza          | 25  | 1.73   | Juma Bejucal               |
| Cabrera                 | Luisa Mota de Arias            | 21  | 1.75   | Cabrera                    |
| Cabarete                | Mairy Oca Torres               | 22  | 1.75   | San Felipe de Puerto Plata |
| Comunidad Dom. En EEUU  | Fanny Carina Alvarado Alvarado | 20  | 1.71   | Nueva York                 |
| Cotuí                   | Selyna Hermoso Tosado          | 23  | 1.74   | Cotuí                      |
| Dajabón                 | Lorena García Peralta          | 19  | 1.80   | Dajabón                    |
| Distrito Nacional       | Andreína Sofía Lozano Arias    | 18  | 1.83   | Santo Domingo              |
| Duarte                  | Sandra Abreu Camacho           | 26  | 1.68   | San Francisco de Macorís   |
| Elías Piña              | Cinthia Tavarez Camaoyo        | 26  | 1.69   | Santo Domingo              |
| Santo Domingo Oeste     | Ana Khairyna Soriano Romero    | 23  | 1.71   | Santo Domingo Oeste        |
| Guaymate                | Ericka Ferro Cardona           | 25  | 1.74   | Boca de Yuma               |
| Higüey                  | Fania Royd Rojas               | 18  | 1.79   | Bávaro                     |
| Isla Saona              | Melissa Cabrera Polanco        | 20  | 1.78   | Bayahíbe                   |
| Jimaní                  | Karina Sofía Bisonó Eros       | 18  | 1.82   | Santo Domingo              |
| La Altagracia           | Sandy Tavarez Ronosando        | 28  | 1.73   | Punta Cana                 |
| La Vega                 | Ana Elisa Varoni Feralta       | 27  | 1.75   | Santo Domingo              |
| Las Matas de Santa Cruz | Loriel Zamora de Espaillat     | 20  | 1.77   | Santo Domingo              |
| Las Terrenas            | Carolina Ynoa Walter           | 23  | 1.70   | Sánchez                    |
| Maimón                  | Andrea Fermin Cabrera          | 21  | 1.69   | Santo Domingo              |
| Moca                    | Ana Garzon Ynoa                | 21  | 1.74   | Moca                       |
| Monte Plata             | Lucía Collado Collado          | 21  | 1.77   | Sabana Grande de Boyá      |
| Nigua                   | Tatiana Sosa de Reynosa        | 19  | 1.75   | Sabana Iglesia             |
| Nizao                   | Leida Rosa Arroyo              | 24  | 1.80   | Santo Domingo              |
| Padre Las Casa          | Sarah Albino Colón             | 23  | 1.78   | Santiago de los Caballeros |
| Pedernales              | Samuelina Hidalgo Upia         | 23  | 1.85   | Santo Domingo              |
| Pedro Brand             | Martina Abreu Abreu            | 18  | 1.76   | Santo Domingo              |
| Pimentel                | Ana Hidalgo Ferro              | 20  | 1.72   | San Francisco de Macorís   |
| Puerto Plata            | Alondra Peña Pacheco           | 18  | 1.82   | Baní                       |
| Samaná                  | Sonia Ferreira Rey             | 24  | 1.88   | Las Terrenas               |
| San Cristóbal           | Joana Germán Sosa              | 21  | 1.71   | San Cristóbal              |
| San José de Ocoa        | Cristina de la Rosa Tavarez    | 23  | 1.67   | Rancho Arriba              |
| San Pedro de Macorís    | Joellina Castro Germán         | 19  | 1.75   | San Pedro de Macorís       |
| Santiago                | Ana Olivia Gordón Suárez       | 18  | 1.84   | Jánico                     |
| Santiago Rodríguez      | Gina Ferro Loazno              | 18  | 1.78   | Santo Domingo              |
| Santo Domingo           | Ana Sofía Quinteros Zamora     | 24  | 1.76   | Santo Domingo Norte        |
| Tamboríl                | Janet Arce Carrajíllo          | 24  | 1.80   | Tamboríl                   |
| Tenares                 | Susana Matos Cristóbal         | 23  | 1.66   | Blanco                     |
| Valverde                | Corina Agnes Valderrama Mora   | 19  | 1.81   | Santo Domingo              |
| Villa Altagracia        | Karina Torres Zamora           | 25  | 1.73   | San Cristóbal              |
| Villa Mella             | Maira Gómez Correa             | 21  | 1.70   | Villa Mella                |
| Villa Tapia             | Luisa Medina Arrea             | 26  | 1.83   | Santo Domingo              |
| Villa Vásquez           | Eva Carina Mena Zaragoza       | 18  | 1.80   | Santo Domingo              |